# Васильев, Анатолий Александрович (учёный)
Васильев Анатолий Александрович (род. 4 сентября 1945 года) — советский и российский учёный-механик, специалист в области газовой динамики и горения, доктор физико-математических наук, профессор, лауреат Государственной премии РФ.

## Биография
Родился в семье железнодорожного служащего, участника Великой Отечественной войны, младший сын в семье. Семья проживала на станции Савкино. Учился в средней школе в Кулунде, окончил среднюю школу на станции Инская (Новосибирск).
Окончил физический факультет Новосибирского государственного университета (1968), научный руководитель М. Е. Топчиян.
По распределению пришёл на работу в Институт гидродинамики СО АН СССР, тесно сотрудничал с В. В. Митрофановым.

## Научная работа
Основное направление научных исследований: ударные волны, детонация, кумулятивные процессы, высокоскоростной удар, взрывобезопасность горючих систем и вопросы применения взрывных технологий.
Кандидат физико-математических наук, тема диссертации «Модель ячейки и параметры многофронтовой детонации» (1977)
Доктор физико-математических наук, тема докторской диссертации «Околокритические режимы газовой детонации». (1995)
Работает в Институте гидродинамики имени М. А. Лаврентьева СО РАН, заведующий лабораторией газовой детонации, заместитель директора по научной работе, с 2010 по 2015 год — директор Института.
Преподаёт в Новосибирском государственном университете, профессор кафедры общей физики физического факультета, читает годовой курс лекций по общей физике для студентов ММФ, и по теории детонации для студентов и магистрантов ФФ.
Член научного Совета РАН по горению и взрыву, Международного Института горения (Combustion Institute) и Международного Института по ударным волнам (Shock Waves Institute),
Сотрудник редколлегии журналов «Физика горения и взрыва», «Инженерно-Физический журнал» и «Горение и плазмохимия», входит в состав научно-издательского совета СО РАН (секция физико-математических и технических наук).
С 2003 года избран Общественным Представителем Института гидродинамики и принимает участие в работе собраний СО РАН и РАН.
Входит в Учёный совет физического факультета Новосибирского государственного университета.

## Награды
- Государственная премия Российской Федерации за цикл работ «Инициирование и распространение волн детонации в открытом пространстве» (2002, с В. А. Левиным, Г. Г. Чёрным, А. А. Борисовым, С. М. Когарко, В. В. Марковым, В. П. Коробейниковым (посмертно), В. В. Митрофановым (посмертно))[4]
- Премия имени академика Г. Г. Чёрного (2016)[5]

## Статьи
Автор и соавтор 105 научных работ, имеет 5 авторских свидетельств и 3 патента на изобретение.